# Gibson City
Gibson City és una ciutat dels Estats Units a l'estat d'Illinois. Segons el cens del 2000 tenia 3.373 habitants.

## Demografia
Segons el cens del 2000, Gibson City tenia 3.373 habitants, 1.469 habitatges, i 928 famílies. La densitat de població era de 620,2 habitants/km².
Dels 1.469 habitatges en un 27,8% hi vivien nens de menys de 18 anys, en un 51,3% hi vivien parelles casades, en un 8,9% dones solteres, i en un 36,8% no eren unitats familiars. En el 33,9% dels habitatges hi vivien persones soles el 20,4% de les quals corresponia a persones de 65 anys o més que vivien soles. El nombre mitjà de persones vivint en cada habitatge era de 2,23 i el nombre mitjà de persones que vivien en cada família era de 2,85.
Per edats la població es repartia de la següent manera: un 23,2% tenia menys de 18 anys, un 6,8% entre 18 i 24, un 24,9% entre 25 i 44, un 22,2% de 45 a 60 i un 22,8% 65 anys o més.
L'edat mediana era de 42 anys. Per cada 100 dones de 18 o més anys hi havia 78,1 homes.
La renda mediana per habitatge era de 33.638 $ i la renda mediana per família de 41.047 $. Els homes tenien una renda mediana de 33.938 $ mentre que les dones 20.083 $. La renda per capita de la població era de 18.926 $. Aproximadament el 8,9% de les famílies i el 9,4% de la població estaven per davall del llindar de pobresa.

## Poblacions properes
El següent diagrama mostra les poblacions més properes.